# Auslaufkurve
Die Auslaufkurve beschreibt in der Automobilindustrie im Auslaufmanagement die Plankurve über Zeit und Produktionsmenge.
Ziel ist es, eine möglichst steile Auslaufkurve zu realisieren, um zügig Kapazitäten für neue Produkte freizustellen.
Der Punkt, an dem die Produktion abgebrochen wird, heißt EOP (End Of Production). Die Auslaufkurve endet mit der Produktionsmenge Null.
Gegenteil der Auslaufkurve ist die Anlaufkurve im Anlaufmanagement.